# The Craving
The Craving er en amerikansk stumfilm fra 1916 af Charles Bartlett.

## Medvirkende
- William Russell som Foster Calhoun.
- Helene Rosson som Margaret Cummings.
- Rae Berger som Leroy Calhoun.
- Roy Stewart som Oliver Bailey.
- Charlotte Burton som Roby.